# Hans Tikkanen
Hans Tikkanen (ur. 6 lutego 1985 w Karlstadzie) – szwedzki szachista, arcymistrz od 2010 roku.

## Kariera szachowa
W latach 1995–2005 wielokrotnie reprezentował narodowe barwy na mistrzostwach świata i Europy w różnych kategoriach wiekowych. W 2001 r. zdobył w Linköping srebrny medal mistrzostw kraju juniorów w kategorii do 18 lat, natomiast w 2002 r. w Skarze – tytuł mistrza Szwecji juniorów do 20 lat. Na przełomie 2002 i 2003 r. podzielił II m. (za Nikolą Sedlakiem, wspólnie z Grzegorzem Gajewskim i Davorem Palo) w międzynarodowym turnieju juniorów w Hallsbergu. W 2005 i 2007 r. dwukrotnie podzielił I m. w kołowych turniejach w Lund. W 2007 r. zwyciężył w Sztokholmie oraz w Karlstadzie. W 2008 r. podzielił I m. w turnieju Proclient Cup IM B w Ołomuńcu oraz zajął III m. (za Jonem Hammerem i Kaido Külaotsem) w Skovbo. W 2009 r. zajął II m. (za Nilsem Grandeliusem) w Lund. W 2010 r. wypełnił trzy arcymistrzowskie normy, podczas turniejów w Czech Open w Pardubicach (dz. II m. za Antonem Korobowem, wspólnie z m.in. Martinem Krawciwem i Siergiejem Grigoriancem), Kownie (I m.) oraz Borupie (dz. III m. za Normundsem Miezisem i Jurijem Drozdowskim, wspólnie z Sarunasem Sulskisem, Tigerem Hillarpem Perssonem i Kaido Külaotsem). W 2011 r. podzielił I m. (wspólnie z Aniszem Girim i Wesleyem So) w turnieju Sigeman & Co w Malmö oraz zdobył pierwszy w karierze tytuł indywidualnego mistrza Szwecji. Kolejne dwa tytuł zdobył w latach 2012 i 2013.
Wielokrotnie reprezentował Szwecję w turniejach drużynowych, m.in.:
- na olimpiadzie szachowej (w roku 2012)[3],
- trzykrotnie na drużynowych mistrzostwach Europy (w latach 2005, 2011, 2013)[4],
- na olimpiadzie szachowej juniorów do 16 lat (w roku 2001); medalista: złoty – wspólnie z drużyną (2001)[5].

Najwyższy ranking w dotychczasowej karierze osiągnął 1 lipca 2011 r., z wynikiem 2596 punktów zajmował wówczas 4. miejsce wśród szwedzkich szachistów.